# 谷津トンネル
谷津トンネル（やつトンネル）とは、静岡県賀茂郡河津町と下田市の境の伊豆急行線河津駅 - 稲梓駅間にある鉄道トンネルである。伊豆急行線内にあるトンネルの中では最長のトンネル。

## 長さ
- 延長2,796m
  - 開通当時としては近鉄大阪線の旧青山トンネル（3432m）、近鉄奈良線の旧生駒トンネル（3388m）に次ぐ、私鉄では3番目の長大トンネルだった。

## 経緯
伊豆急行線は、当初河津駅から南も海沿いに建設される予定だったが、建設主の東急側に免許を与えられたことを不服とした西武側は、鉄道の経由予定地であった下田市白浜周辺の土地（下田プリンスホテルおよびその周辺）を押さえるという実力行使に出た。そのため、河津駅の南で山側に進路を変更せざるを得なくなり、そのため谷津トンネルを掘削することになった。

## 沿革
- 1961年12月10日 - 伊豆急行営業運転開始に合わせ、供用を開始。
- 1991年9月 - 伊豆半島南部集中豪雨の影響でトンネル内が土砂と水に埋没した。他にも線路が埋没する被害があった。河津～稲梓間は被害が最も大きく、約3ヶ月間不通となった。
- 2002年4月 - 谷津トンネル耐震補強工事着手。
- 2016年12月 - 谷津トンネル耐震補強工事完了予定。

## 関連頂目
- 伊豆急行
- 伊豆急行線
- 東京急行電鉄
- 伊豆箱根鉄道
- 西武鉄道
- 伊豆戦争
- 河津町
- 下田市
- トンネル